# Ludwig Gabriel Glöckler
Ludwig Gabriel Glöckler (Louis-Gabriel Glöckler, né le 18 mars 1831 et mort le 26 décembre 1911,) est un prêtre et historien français, auteur de plusieurs ouvrages. 
De 1879 à 1881, il est nommé curé de Stotzheim.

## Publications
- Geschichte Des Bisthums Strassburg
- Traduction de passages relatifs à Luther, 1882[3]
- Geburtsort des elsässer Papstes Sankt Leo IX., vormals Bruno, Graf von Dagsburg, 1892
- Notizen zur Geschichte des Dorfes Stotzheim, 1902
- Un faux Louis XVII : le baron de Richemont, en Alsace, 1905, sous le pseudonyme de G. De Fontaine[4]
- La campagne de César contre Arioviste en Alsace, 8 ans avant Jésus-Christ, ère romaine 696